# Sahiwal
Sahiwal là một thành phố thuộc Punjab, Pakistan. Đây là trung tâm hành chính của quận Sahiwal và Sahiwal Division. Thành phố có cự ly 180 km so với Lahore Thành phố có dân số ước tính năm 2010 là 251.592 người. Đây là thành phố lớn thứ 26 quốc gia này.